# Stralingsdruk
Lichtdruk is de specifieke stralingsdruk die door lichtgolven op gasmoleculen of stofdeeltjes wordt uitgeoefend. Meer algemeen oefent uitgezonden straling een zekere druk of stralingsdruk uit op andere objecten. De deeltjes (fotonen maar ook andere kosmische deeltjes), waaruit de straling bestaat, zijn massaloos. De stralingsdruk is eigenlijk de impuls waarmee de straling elke seconde tegen een bepaald object aanbotst. Men spreekt over

## Theoretische achtergrond
Het was al uit Maxwell’s theorie van het elektromagnetisme bekend dat ook straling en dus ook licht een druk uitoefent op materiële lichamen. In die theorie wordt bewezen dat de stralingsdruk op een reflecterend geleidend oppervlak {\displaystyle p={u \over {3}}}, waarin {\displaystyle u} de stralingsdichtheid is.
Deze relatie wordt ook verkregen door straling op te vatten als een fotonen gas en er de kinetische gastheorie op toe te passen. Een zwart lichaam dat straalt bij een temperatuur van 815 °C (1088 K) veroorzaakt een stralingsdruk van ongeveer 3,5.10−4 Pa.
De impuls van fotonen is de energie gedeeld door de lichtsnelheid. Als een voorwerp de straling absorbeert wordt deze impuls overgebracht op het voorwerp; als het voorwerp de straling volledig reflecteert wordt de impulse van de straling omgekeerd, en wordt een dubbele impuls overgebracht op het voorwerp. De stralingsdruk is de overgebrachte impuls per tijdseenheid en oppervlakte-eenheid, dus het vermogen per oppervlakte-eenheid, gedeeld door de lichtsnelheid, en dit bij reflectie verdubbeld. Bij de aarde is bijvoorbeeld het vermogen van de zonnestraling 1361 W/m2 (zonneconstante), en de stralingsdruk bij reflectie 9 µPa.

## Praktisch belang
De stralingsdruk kan men het best aan het werk zien bij de stofstaart van een komeet. Stofdeeltjes in de coma van de komeet worden daar door de stralingsdruk uit geblazen en vormen een stofstaart die zich altijd van de zon af uitstrekt en door de eigenbeweging van de komeet meestal licht gekromd is.
De Russische natuurkundige Pjotr Lebedev heeft echter in 1900 de stralingsdruk ook in het laboratorium kunnen aantonen. Gelijkaardige en nauwkeuriger metingen werden nadien uitgevoerd door de Amerikaans natuurkundige Ernest Fox Nichols.

## Belang
.

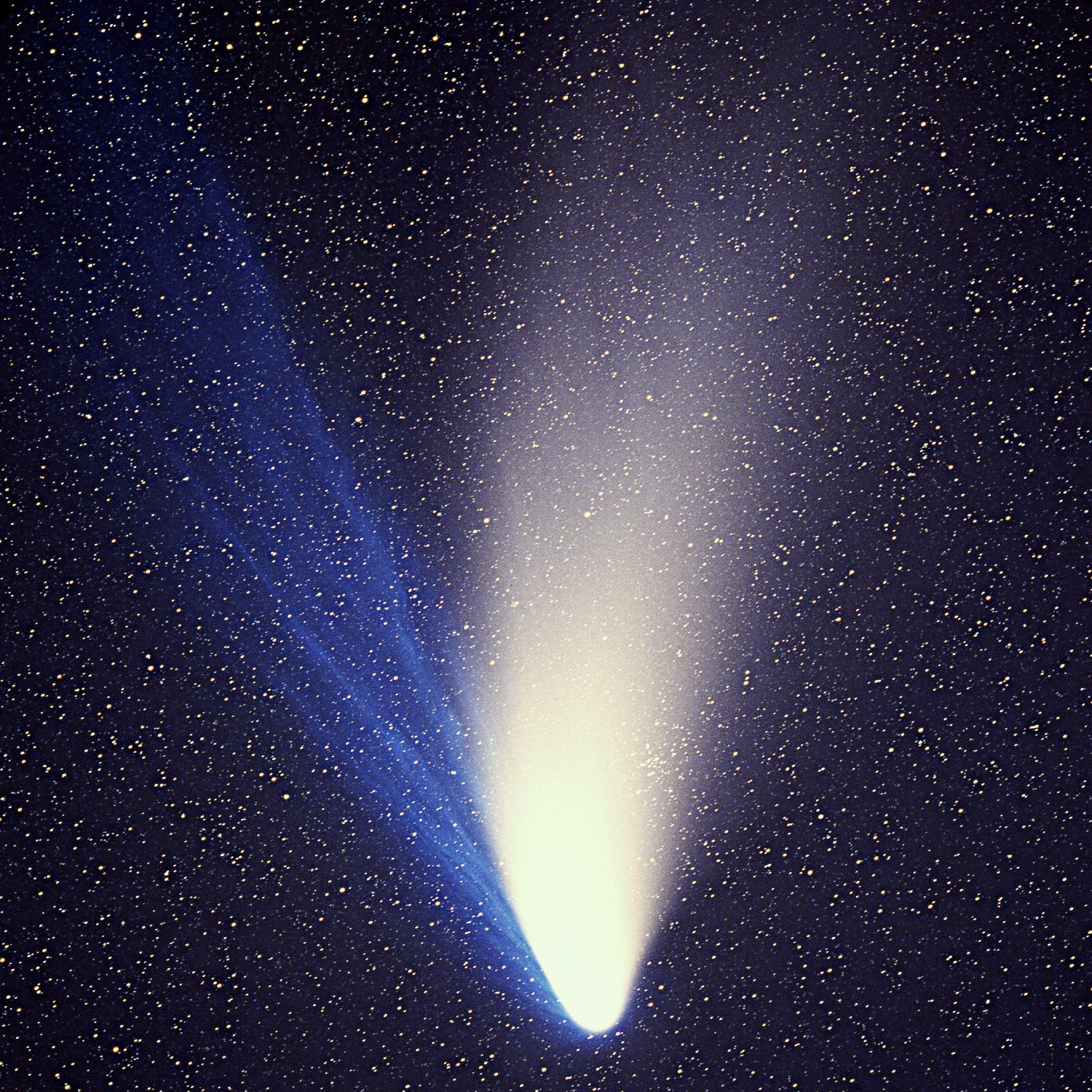
Effecten van lichtdruk en zonnewind op de staart van de Komeet Hale-Bopp

Stralingsdruk speelt een belangrijke rol in het inwendige van sterren: hij zorgt ervoor dat een ster niet onder haar eigen gewicht instort. Een ster die uitdooft zal zonder stralingsdruk in elkaar storten, met – afhankelijk van haar massa – verschillende mogelijke gevolgen. Zie verder hiervoor het artikel sterevolutie.
De stralingsdruk van een ster als de zon of een (grote) laser kan bijvoorbeeld ook gebruikt worden om met een lichtzeil een ruimtevaartuig voort te stuwen. Een proef met een prototype, de Cosmos 1, in 2005 is echter mislukt.
Ruimtevaartuigen die gebruikmaken van de stralingsdruk van de zon kunnen niet veel versnellen, maar doordat de voortstuwing continu is toch zeer hoge eindsnelheden bereiken.